# EPROM
A EPROM (sigla do inglês "Erasable Programmable Read-Only Memory": "memória de somente leitura programável apagável") é um tipo de chip de memória de computador que mantém seus dados quando a energia é desligada (memória não volátil); é um tipo de memória programável com finalidade somente de leitura (PROM). Uma EPROM é programada por um dispositivo eletrônico que dá vantagens maiores do que os usados normalmente em circuitos elétricos. Quando programado pode ser apagada apenas por exposição a uma forte luz ultravioleta. 
EPROMs são facilmente reconhecíveis pela janela transparente no topo do pacote, pela qual o chip de silício pode ser visto, e que admite luz ultravioleta durante o apagamento. Esta janela transparente é feita de cristal para permitir a passagem da luz ultravioleta, pois o vidro comum bloqueia grande parte do UV. O corpo de uma EPROM é feito em Cerâmica, pois o Epoxy comumente usado em outros chips não seria apropriado para garantir a fixação da janela de cristal.
Uma EPROM programada mantém seus dados por aproximadamente dez a vinte anos e pode ser lida ilimitadas vezes.
A janela de apagamento tem que ser mantida coberta para evitar apagamento acidental pela luz do Sol.
Antigos chips de BIOS de PC eram freqüentemente EPROMs, e a janela de apagamento era frequentemente coberta com um adesivo contendo o nome do produtor da BIOS, a revisão da BIOS, e um aviso de copyright.
Alguns microcontroladores, frequentemente aqueles de antes da era da memória flash, usam EPROM interna para armazenar seus programas. Isto é útil para desenvolvimentos, pois usar dispositivos programáveis apenas uma vez seria terrivelmente difícil para depurar. Tais microcontroladores possuem corpo em cerâmica e janela de cristal para apagamento.
A EPROM foi inventada pelo engenheiro Dov Frohman.
Para se programar uma EPROM, é necessário utilizar um equipamento conhecido como Programador. O Gravador tipo Willem, o BeeProg da Macsym ou o Epromer da USTR são exemplos desse tipo de equipamento. Também é possível se recorrer a empresas especializadas.

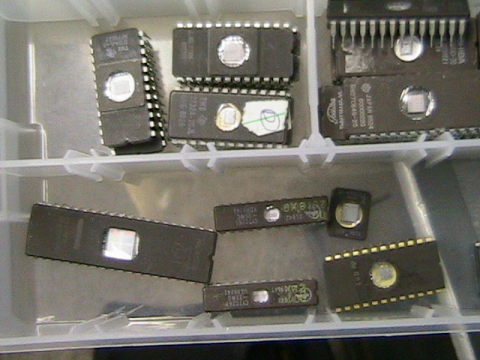
Algumas EPROMS. A pequena janela admite luz ultravioleta durante o apagamento

Existem EPROMs em vários tamanhos ambos físicos e de capacidade de armazenamento:
| Tipo de EPROM  | Tamanho (bits) | Tamanho (bytes) | Tamanho (hex) | Último endereço (hex) |
| -------------- | -------------- | --------------- | ------------- | --------------------- |
| 2716, 27C16    | 16 kb          | 2 kB            | 800           | 007FF                 |
| 2732, 27C32    | 32 kb          | 4 kB            | 1000          | 00FFF                 |
| 2764, 27C64    | 64 kb          | 8 kB            | 2000          | 01FFF                 |
| 27128, 27C128  | 128 kb         | 16 kB           | 4000          | 03FFF                 |
| 27256, 27C256  | 256 kb         | 32 kB           | 8000          | 07FFF                 |
| 27512, 27C512  | 512 kb         | 64 kB           | 10000         | 0FFFF                 |
| 27C010, 27C100 | 1 Mb           | 128 kB          | 20000         | 1FFFF                 |
| 27C020         | 2 Mb           | 256 kB          | 40000         | 3FFFF                 |
| 27C040         | 4 Mb           | 512 kB          | 80000         | 7FFFF                 |

NOTA: As séries de EPROMs 27x contendo um C no nome são baseados em CMOS, sem o C são NMOS